# Пако Б'єнсобас
Пако Б'єнсобас (ісп. Francisco «Paco» Bienzobas Ocáriz, нар. 26 березня 1909, Сан-Себастьян, Іспанія — пом. 30 квітня 1981, Сан-Себастьян) — іспанський футболіст, що грав на позиції нападника. Бомбардир №1 першого сезону Прімери.

## Клубна кар'єра
Вихованець футбольної школи команди «Уніон» (Сан-Себастьян). З 1926 року виступав за «Реал Сосьєдад». У першому сезоні став переможцем чемпіонату провінції Гіпускоа. Наступного року грав у фіналі кубка: протистояння з «Барселоною» тривало три матчі 1:1, 1:1, 1:3. Найвлучніший гравець дебютного турніру іспанської професіональної ліги. В сезоні 1931/32 за «Реал Сосьєдад» грало троє братів Б'єнсобас: Пако, Анастасіо і Кустодіо.
1934 року перейшов до клубу «Осасуна», що виступав у Сегунді. У першому сезоні команда здобула путівку до елітної іспанської ліги. На початку громадянської війни був граючим тренером «Осасуни».
У 1940 році повернувся до Сан-Себастьяна. Ще два сезони виступав за «Реал Сосьєдад». Всього за клуб провів 196 матчів (109 голів).

## Виступи за збірну
У складі національної збірної дебютував 4 червня 1928 року на літніх Олімпійських іграх. В Амстердамі його команда зазнала нищівної поразки від збірної Італії — 1:7.
Вдруге, за головну команду країни, зіграв у квітні наступного року. У Сарагосі іспанці здобули переконливу перемогу на північним сусідом — збірною Франції (8:1). Пако Б'єнсобас відзначився дублем. У тому матчі за господарів забивали Гаспар Рубіо (4 голи) і Северіано Гойбуру (2), у суперників — Еміль Венант.

## Футбольний арбітр
1942 року розпочав арбітраж футбольних ігор. До 1948 року, як головний рефері, провів у Прімері 48 матчів.

## Досягнення
- Трофей Пічічі: 1929